# Betta macrostoma
Betta macrostoma là một loài cá thuộc họ Belontiidae. Nó là loài đặc hữu của Brunei and some parts of Borneo.